# Eleição municipal de Patos de Minas em 2016

A eleição municipal de Patos de Minas em 2016 foi realizada para eleger um prefeito, um vice-prefeito e 17 vereadores no município de Patos de Minas, no estado brasileiro de Minas Gerais. Foram eleitos(as) para os cargos de prefeito(a) e vice-prefeito(a), respectivamente, José Eustaquio Rodrigues Alves do Democratas (DEM) e Paulo Roberto Mota do Cidadania, à época PPS, com 41.121 votos (56.01%) sendo eleitos em primeiro turno com a coligação Progresso e Paz, uma Frente Ampla que unia dois inimigos históricos da cidade.
Seguindo a Constituição, os candidatos são eleitos para um mandato de quatro anos a se iniciar em 1º de janeiro de 2017. A decisão para os cargos da administração municipal, segundo o Tribunal Superior Eleitoral, contou com 108.070 eleitores aptos e 22.909 abstenções, de forma que 21.2% do eleitorado não compareceu às urnas naquele turno.

## Antecedentes
O prazo para os partidos políticos realizarem as convenções partidárias destinadas à definição de coligações e escolha dos candidatos aos cargos de prefeito, vice-prefeito e vereador iniciou em 20 de julho e encerrou no dia 05 de agosto. Já o prazo para protocolar o registro de candidatura dos escolhidos nas convenções se encerrou em 15 de agosto. Nesta eleição, três partidos lançaram candidatos à prefeitura de Patos.

### Candidatos, em ordem alfabética.

#### Amarildo Ferreira Silva (MDB)
Candidato derrotado à prefeitura de Patos de Minas em 2012, tendo amargado um terceiro lugar com 15.75% dos votos na chapa puro sangue de seu partido, o PMDB, Amarildo é lançado novamente candidato no dia 5 de agosto, último dia destinado à escolha de candidatos.
Após um longo período de indefinições partidárias em seu diretório municipal, que cogitava inclusive lançar um vice na chapa do Democratas, já encabeçada por José Eustáquio e conversava com o pré-candidato do PDT, Coronel Elias, que posteriormente atuaria na chapa Força pra Mudar como vice, Amarildo concluiu sua coligação com MDB, PDT e PT, disputando sua segunda corrida ao executivo municipal.

### Jader Carvalho (PRB)
Após Convenção realizada no dia 4 de agosto de 2016, o Partido Republicano Brasileiro (PRB) juntamente ao Partido Republicano (PR) lançou como candidato à prefeitura patense o empresário Jader Carvalho. O político já havia concorrido a deputado federal em 2006 e à prefeitura em 2008 ambos pelo Partido Socialista Brasileiro (PSB).
Seu partido, em convenção, comunicou também união proporcional de candidaturas a vereador em Patos entre os membros da chapa O Novo Caminho (PRB e PR), sendo 17 candidatos do PRB e outros 26 pelo PR, completando a coligação. Jader finalizou a corrida eleitoral em último lugar, com apenas 6,5% dos votos.

### José Eustáquio (DEM)
Na segunda feira, dia 01 de agosto de 2016, o Democratas lançou o economista e ex-vice-prefeito (2008-2012) José Eustáquio como candidato à prefeitura de Patos de Minas em convenção partidária no Alto Parnaíba, após depuração na sede do partido no dia 31. Contudo foi apenas na sexta-feira, dia 06, desta semana, que sua coligação foi finalmente lançada na chapa de estilo frente ampla, Progresso e Paz, que reunia desde nomes como o de Paulo Roberto Mota, como vice, do Cidadania, inimigo histórico do DEM na cidade mineira até o Partido Social Democrático (PSD) do prefeito titular Pedro Lucas Rodrigues.
Apenas um dia antes, quinta-feira (05), houve ainda diálogos do candidato democrata com o Partido do Movimento Democrático Brasileiro (PMDB) de Amarildo Ferreira, sem sucessos de negociação, contudo, surgiu o favorecimento da formação do Progresso e Paz de José Eustáquio que terminaria por vencer o pleito com 56.01% dos votos com o apoio de treze partidos: DEM, Cidadania (PPS), PTB, Progressistas (PP), PSC, PROS, PSD, PV, PSB, PSDB, Podemos (PTN), PHS e PTC.

## Resultados

### Eleição municipal de Patos de Minas em 2016 para Prefeito
A eleição para prefeito contou com 3 candidatos em 2016: José Eustáquio Rodrigues Alves do Democratas (DEM),  Amarildo Ferreira Silva do Movimento Democrático Brasileiro (MDB) e Jader José de Carvalho do Partido Republicano Brasileiro (PRB), que obtiveram, respectivamente,  41.121, 27.517 e 4.775 votos. O Tribunal Superior Eleitoral também contabilizou 21.2% de abstenções nesse turno.
| Candidato(a)                         | Vice                   | Coligação | Votos recebidos | Percentual |
| ------------------------------------ | ---------------------- | --- | --------------- | ---------- |
| Jose Eustaquio Rodrigues Alves (DEM) | Paulo Roberto Mota     | Progresso e Paz (DEM/ Cidadania (PPS)/ PTB/ Progressistas (PP)/ PSC/ PROS/ PSD/ PV/ PSB PSDB/ Podemos (PTN)/ PHS/ PTC) | 41.121          | 56.01%     |
| Amarildo Ferreira Silva (MDB)        | Elias Perpetuo Saraiva | Força pra Mudar ( MDB/ PDT/ PT)                                                                                        | 27.517          | 37.48%     |
| Jader Jose de Carvalho (PRB)         | Carlos Moreira Silva   | O Novo Caminho (PRB/ PR)                                                                                               | 4.775           | 6.5%       |

### Eleição municipal de Patos de Minas em 2016 para Vereador
Na decisão para o cargo de vereador na eleição municipal de 2016, foram eleitos 17 vereadores com um total de 76 314 votos válidos. O Tribunal Superior Eleitoral contabilizou 4 663 votos em branco e 4 184 votos nulos. De um total de 108 070 eleitores aptos, 22 909 (21.2%) não compareceram às urnas.
| Nome                                  | Partido político                               | Coligação                                        | Votos recebidos | Percentual |
| ------------------------------------- | ---------------------------------------------- | ------------------------------------------------ | --------------- | ---------- |
| Maria Beatriz de Castro Alves Savassi | Democratas (DEM)                               | Democratas (sem coligação)                       | 6670            | 8.74%      |
| Braz Paulo de Oliveira Junior         | Partido Humanista da Solidariedade (PHS)       | Patos Para Frente                                | 2234            | 2.93%      |
| Isaias Martins de Oliveira            | Movimento Democrático Brasileiro (MDB)         | Movimento Democrático Brasileiro (sem coligação) | 1998            | 2.62%      |
| Vicente de Paula Sousa                | Democratas (DEM)                               | Democratas (sem coligação)                       | 1725            | 2.26%      |
| Walter Geraldo de Araújo              | Partido Democrático Trabalhista (PDT)          | Partido Democrático Trabalhista (sem coligação)  | 1574            | 2.06%      |
| Edime Erlinda de Lima Avelar          | Democratas (DEM)                               | Democratas (sem coligação)                       | 1544            | 2.02%      |
| Maria Dalva da Mota Azevedo           | Partido da Social Democracia Brasileira (PSDB) | Todos por Patos                                  | 1497            | 1.96%      |
| Paulo Augusto Correa                  | Democratas (DEM)                               | Democratas (sem coligação)                       | 1450            | 1.9%       |
| Joao Batista Gonçalves                | Partido Trabalhista Brasileiro (PTB)           | Patos Para Frente                                | 1429            | 1.87%      |
| David Antonio Sanches                 | Movimento Democrático Brasileiro (MDB)         | Movimento Democrático Brasileiro (sem coligação) | 1393            | 1.83%      |
| Nivaldo Tavares dos Santos            | Movimento Democrático Brasileiro (MDB)         | Movimento Democrático Brasileiro (sem coligação) | 1377            | 1.8%       |
| Lasaro Borges de Oliveira             | Partido Republicano Brasileiro (PRB)           | O Novo Caminho                                   | 1351            | 1.77%      |
| Otaviano Marques de Amorim            | Democratas (DEM)                               | Democratas (sem coligação)                       | 1246            | 1.63%      |
| Francisco Carlos Frechiani            | Democratas (DEM)                               | Democratas (sem coligação)                       | 1243            | 1.63%      |
| Mauri Sergio Rodrigues                | Movimento Democrático Brasileiro (MDB)         | Movimento Democrático Brasileiro (sem coligação) | 1127            | 1.48%      |
| Joao Bosco de Castro Borges           | Partido dos Trabalhadores (PT)                 | Partido dos Trabalhadores (sem coligação)        | 1042            | 1.37%      |
| Sebastiao Sousa de Almeida            | Partido Progressista (PP)                      | Natureza e Vida                                  | 910             | 1.19%      |